# Malajzia címere

Malajzia címere

Malajzia címere három sorban összesen tíz részre osztott pajzs. A legfelső sáv vörös. És öt sárga „kris”-t, maláj tőrt ábrázol, az ún. nem szövetkezett maláj államokat jelképezve. A középső sorban az egykori Malaya tagállamait képviselő színes téglalapok láthatók, az alsó sorban pedig a később csatlakozott tagállamok jelvényeit helyezték el. A pajzs föllött egy félhold, illetve egy tizennégy ágú nap van elhelyezve. A pajzs alatt egy sárga szalagon állnak a pajzstartó tigrisek, illetve itt olvasható az ország mottója maláj nyelven latin betűs, illetve jávai (arab) írással: „Bersekutu Bertambah Mutu” (Az egység erős).